# Набоков, Константин Дмитриевич
Константин Дмитриевич Набоков (1872—18 марта 1927, Лондон) — русский дипломат.

## Биография
Сын Д. Н. Набокова, младший брат основателя кадетской партии, тоже юриста В. Д. Набокова, дядя известного писателя В. В. Набокова.
Окончил юридический факультет Петербургского университета. Службу начал в 1894 году в министерстве юстиции. В сентябре 1896 года переведён в Министерство иностранных дел России. Секретарь канцелярии МИД.
В 1905 году — член русской делегации на мирных переговорах в Портсмуте.
С 1906 года — первый секретарь миссии России в Бельгии. С 1910 года — первый секретарь посольства в Вашингтоне. В 1912—1915 годах — генеральный консул России в Калькутте. В 1916 году направлен советником посольства в Великобритании.
Февральскую революцию приветствовал. Александр Колчак, посетивший Лондон в начале августа 1917 года, показал на допросе в январе 1920 года:

Насколько я знаю, Набоков с самого начала приветствовал это положение, и даже его резкие отзывы, которые он поместил о бывшей царской семье, в Англии вызвали большое недовольство против него в видных правительственных сферах, которые считали, что каковы бы ни были его убеждения, но он не имел права, будучи на службе императорского правительства, так выражаться и высказывать свое порицание персонально бывшей царской семье, в то время, как эта семья была лишена возможности возразить или ответить. Благодаря этой бестактной выходке, он не пользовался влиянием и авторитетом среди англичан, которые в этом отношении очень щепетильны и корректны.
С мая 1917 года временно управлял посольством, оставаясь в должности советника с присвоением ему лично звания чрезвычайного посланника. После Октябрьской революции уволен в отставку.
После отставки жил в Норвегии. Умер в Лондоне в 1927 году.
Корней Чуковский в своих дневниках упоминает о своей дружбе с ним, прерванной из-за чрезмерной увлеченности Набокова.

## Награды
- Орден Святой Анны 2-й степени,
- Орден Святого Владимира 4-й степени.

## Сочинения
- Испытания дипломата. — Стокгольм, 1921. — 282 с.